# Národní řád 27. června
Národní řád 27. června (francouzsky Ordre National du 27 juin) je státní vyznamenání Džibutské republiky založené roku 1986 na počest zisku úplné nezávislosti státu.

## Historie
Řád byl založen prezidentem Hassanem Gouledem Aptidonem zákonem Décret n°86-013/PRE ze dne 3. března 1986 na počest Dne nezávislosti 27. června 1977, po kterém je také pojmenován. Velmistrem řadu je úřadující prezident republiky . Udílen je za služby veřejnosti.

## Třídy
Řád je udílen ve třech třídách:
- komtur
- důstojník
- rytíř

## Insignie
Řádový odznak má tvar červeně smaltované šesticípé hvězdy s cípy ve tvaru maltézského kříže s hroty zakončenými kuličkami. Mezi cípy jsou paprsky. Uprostřed je kulatý medailon tvořený vnějším modře smaltovaným kruhem a vnitřním bíle smaltovaným kruhem. Uprostřed medailonu je červeně smaltovaná hvězda na zeleně smaltovaném pozadí.
Stuha sestává z úzkého proužku červené barvy uprostřed, na který z obou stran navazuje úzký bílý proužek, široký světle modrý proužek, úzký bílý, úzký zelený a širší bílý proužek. Na obou okrajích je stuha lemována velmi úzkým proužkem červené barvy.